# André Gascard
Pour les articles homonymes, voir André et Gascard.
André Gascard  est un footballeur français né le 16 novembre 1890 à Agen et mort le 16 octobre 1969 à Marseille. Ce joueur a évolué principalement à Sète et Marseille. 

## Éléments biographiques
André Gascard est le capitaine de l'équipe de l'Olympique de Marseille, alors qu’elle parvient jusqu’en finale du Championnat de France USFSA face au Havre AC (4-1) en 1919. L'OM réalise ainsi sa première grande performance au niveau national, même si la diversité des compétitions nationales relativise ce parcours.
Il est entraîneur dans le club de la cité phocéenne de 1924 à 1926, de 1938 à 1939 et de 1941 à 1942. Puis il est dirigeant avant de devenir archiviste de l'OM.
André Gascard est également le père de cinq enfants, parmi lesquels le dessinateur Tibet.

## Carrière de joueur
- Stade Montpelliérain
- Olympique de Cette
- Stade Michelet Montpellier
- Stade helvétique de Marseille
- Olympique de Marseille

## Carrière d'entraîneur
- 1923-1926 : Olympique de Marseille
- 1938-1939 : Olympique de Marseille
- 1941-1942 : Olympique de Marseille

## Palmarès

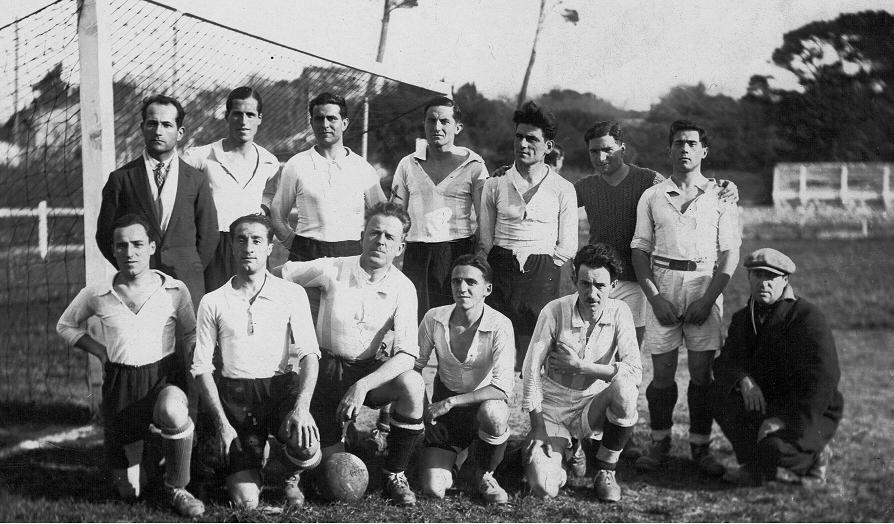
André Gascard à l’Olympique de Marseille
(au 1er rang, 3e en partant de la gauche)

- Vice-champion de France USFSA 1919 face au Havre AC (4-1) avec l'Olympique de Marseille.